# Valat (hydrologie)
Pour les articles homonymes, voir Valat.
Le valat est un torrent, ou un vallon, ou un ruisseau encaissé en langage cévenol,, en particulier vers Florac. (vallat en Provence, pour des affluents de l'Arc par exemple).